# Trisha Krishnan
Trisha Krishnan, nota anche semplicemente come Trisha (in tamil திரிஷா கிருஷ்ணன், Tiriṣā Kiruṣṇaṉ; in telugu త్రిష కృష్ణన్, Triṣa Kr̥ṣṇan; Madras, 4 maggio 1983), è un'attrice indiana.
Dopo aver vinto il concorso di Miss Chenna 1999, ha iniziato a recitare nel cinema indiano. Trisha ha ricevuto numerosi riconoscimenti: è stata classificata tra le migliori attrici del cinema dell'India meridionale dal The Times of India, ha vinto cinque Filmfare Award South, un Nandi Award, un Tamil Nadu State Film Award e otto SIIMA Awards.

## Filmografia parziale

### Cinema
- Khatta Meetha (2010)
- Power (film 2014) (2014)